# Jonas Åkerlund

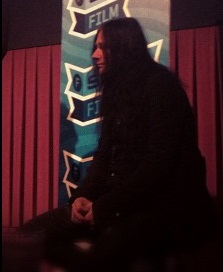
Jonas Åkerlund

Hans Uno Jonas Åkerlund (spreek uit: o-ker-loend) (Stockholm, 10 november 1965) is een Zweeds filmregisseur, vooral bekend van de vele muziekvideo's die hij heeft gemaakt.
Jonas startte zijn carrière als drummer in de Zweedse black-metalband Bathory.

## Videografie
- 2017 – "John Wayne" voor Lady Gaga
- 2014 – "Dangerous" voor David Guetta met Sam Martin
- 2014 – "True Love" voor Coldplay
- 2014 – "Magic" voor Coldplay
- 2011 – "Mein Land" voor Rammstein
- 2011 – "Hold It Against Me" voor Britney Spears
- 2010 – "Telephone" voor Lady Gaga
- 2010 – "Ich tu dir weh" voor Rammstein
- 2010 – "Who's That Chick?" voor David Guetta met Rihanna
- 2009 – "Celebration" voor Madonna
- 2009 – "Pussy" voor Rammstein
- 2009 – "We Are Golden" voor Mika
- 2009 – "When Love Takes Over" voor David Guetta met Kelly Rowland
- 2009 – "Paparazzi" voor Lady Gaga
- 2008 – "Sober" voor Pink
- 2007 – "Good God" voor Anouk
- 2007 – "Wake Up Call" voor Maroon 5
- 2006 – "Mann gegen Mann" voor Rammstein
- 2006 – "One Wish" voor Roxette
- 2006 – "Jump" voor Madonna
- 2005 – "Rain Fall Down" voor The Rolling Stones
- 2004 – "Tits On The Radio" voor Scissor Sisters (internetvideo)
- 2004 – "Aim 4" for Flint
- 2004 – "I Miss You" voor Blink-182
- 2003 – "True Nature" voor Jane's Addiction
- 2003 – "Good Boys" voor Blondie
- 2003 – "American Life" voor Madonna
- 2002 – "Beautiful Day" (version 2: Eze) voor U2
- 2002 – "Beautiful" voor Christina Aguilera
- 2002 – "If I Could Fall In Love" voor Lenny Kravitz
- 2002 – "Me Julie" voor Ali G en Shaggy
- 2002 – "Fuel For Hatred" voor Satyricon
- 2002 – "Lonely Road" voor Paul McCartney
- 2002 – "A Thing About You" voor Roxette
- 2001 – "The Centre Of The Heart" voor Roxette
- 2001 – "Walk On" voor U2
- 2001 – "Gets Me Through" voor Ozzy Osbourne
- 2000 – "Still" (version 2: white hair) voor Macy Gray
- 2000 – "Black Jesus" voor Everlast
- 2000 – "Beautiful Day" (version 1: airport) voor U2
- 2000 – "Try" (alternatieve versie van "Try, Try, Try" met een duur van vijftien minuten)
- 2000 – "Try, Try, Try" voor The Smashing Pumpkins
- 2000 – "Porcelain" (version 1) for Moby
- 2000 – "Music" voor Madonna
- 2000 – "The Everlasting Gaze" voor The Smashing Pumpkins
- 1999 – "Corruption" voor Iggy Pop
- 1999 – "Anyone" voor Roxette
- 1999 – "Canned Heat" voor Jamiroquai
- 1999 – "Wish I Could Fly" voor Roxette
- 1999 – "Whiskey in the Jar" voor Metallica
- 1998 – "Turn the Page" for Metallica
- 1998 – "My Favourite Game" voor The Cardigans
- 1998 – "Ray of Light" voor Madonna. Hiermee won Åkerlund in 1999 een Grammy Award voor de beste korte videoclip.
- 1997 – "Smack My Bitch Up" voor The Prodigy
- 1997 – "I Want You To Know" voor Per Gessle
- 1997 – "Kix" voor Per Gessle
- 1997 – "James Bond Theme" voor Moby
- 1997 – "Do You Wanna Be My Baby?" voor Per Gessle
- 1996 – "Un Dia Sin Ti (Spaanse versie van "Spending My Time") voor Roxette
- 1996 – "She Doesn't Live Here Anymore" voor Roxette
- 1996 – "June Afternoon" voor Roxette
- 1995 – "Pay For Me" voor Whale
- 1995 – "Vulnerable" voor Roxette
- 1995 – "A la ronde" voor Sinclair
- 1994 – "Run To You" voor Roxette
- 1993 – "Fingertips" voor Roxette
- 1992 – "Mellan sommar och höst" voor Marie Fredriksson
- 1988 – "Bewitched" voor Candlemass

- Biblioteca Nacional de España: XX5028520
- Bibliothèque nationale de France: cb140738212 (data)
- Gemeinsame Normdatei: 139649794
- International Standard Name Identifier: 0000 0001 2013 0150
- Library of Congress Control Number: no2003087075
- MusicBrainz: 140abbca-b963-4800-8c4f-44a9a721e044
- Nationale Bibliotheek van Israël: 987007450140605171
- Nationale Bibliotheek van Polen: a0000002697114
- Nederlandse Thesaurus van Auteursnamen: 260529419
- Système universitaire de documentation: 241925207
- Virtual International Authority File: 61752264
- WorldCat: E39PBJt8fHD7Gx4d3tmFwbYgKd